# Miss Goiás 2010
Miss Goiás 2010 foi a 55ª edição do tradicional concurso de beleza feminino de Miss Goiás, válido para a edição de Miss Brasil 2010, único caminho para a disputa de Miss Universo. Esta edição foi realizada no dia 23 de Março de 2010 no Teatro João Alves de Queiroz, localizada em Goiânia e contou com a participação de vinte (20) municípios com suas respectivas candidatas. Anielly Barros, vencedora do certame no ano passado, passou a coroa para a representante de Pirenópolis, Dieniffer Ferreira da Costa.

## Resultados

### Colocações
| Posição   | Município e Candidata           |
| Vencedora | - Pirenópolis - Dieniffer Costa |
| 2º. Lugar | - Anápolis - Suymara Barreto    |
| 3º. Lugar | - Goiânia - Ana Cláudia Cardoso |

## Candidatas
Disputaram o título este ano: